# Halichoeres bathyphilus
 Halichoeres bathyphilus és una espècie de peix de la família dels làbrids i de l'ordre dels perciformes.

## Morfologia
Els mascles poden assolir els 23 cm de longitud total.

## Distribució geogràfica
Es troba des de Carolina del Nord, Bermuda i el nord-est del Golf de Mèxic fins a Yucatán (Mèxic). També a l'Illa Margarita (Veneçuela) i el Brasil.